# حزب سوسیال دموکرات هنچاکیان
حزب سوسیال دموکرات هنچاکیان (به ارمنی Սոցիալ Դեմոկրատ Հնչակյան Կուսակցություն;ՍԴՀԿ - به انگلیسی Social Democrat Hunchakian Party;SDHP)، حزبی است که توسط گروهی از دانشجویان ارمنی در سال ۱۸۸۷ میلادی در ژنو تأسیس شد و خواهان گسترش عقاید ملی و مارکسیستی در شش ولایت ارمنی ترکیه بودند.

## واژه هنچاک
واژه هنچاک در زبان ارمنی به معنای «زنگ» یا «ناقوس» است و در اصطلاح سیاسی نشان دهنده بیداری، روشنگری یا روشنفکری و آزادی است. واژه هنچاک در آن مقطع بیش از هر چیز برای ارمنیان یادآور روزنامه هنچاک، ارگان رسمی سوسیال دموکرات هنچاکیان بود که در فاصله سال‌های ۱۸۸۷ تا ۱۹۱۴ میلادی منتشر می‌شد.

## ۱۸۸۷ تا ۱۹۲۰ میلادی
تحولات پرشتاب و تأثیرگذار دهه‌های پایانی سده نوزدهم در قفقاز و ارمنستان غربی موجب شکل‌گیری گروه‌ها و احزاب متعددی ارمنی گردید که از جمله مهم‌ترین آن‌ها حزب سوسیال دموکرات هنچاکیان بود. هر چند برخلاف سایر احزاب ارمنی آن مقطع که عمدتاً در منطقه قفقاز و سرزمین ارمنستان پایه‌گذاری شدند، هسته اولیه شکل‌گیری هنچاکیان در خارج از ارمنستان و در ژنو بنیان نهاده شد. هفت دانشجوی جوان ارمنی تحت تأثیر تحولات انقلاب مارکسیستی روسیه تزاری و نیز تهدیدات فرهنگ و هویت ارمنیان اقدام به تأسیس حزبی با عنوان «حزب انقلابی هنچاک» در اوت ۱۸۸۷ میلادی نمودند. نام هنچاک برگرفته از روزنامه «کولوکول» به معنی ناقوس بود؛ روزنامه‌ای که توسط آلکساندر هرتسن ناشر عقاید انقلابیون سوسیالیست روسی در آن مقطع منتشر می‌شد.
هنچاک‌ها به فاصله اندکی پس از تأسیس، اقدام به انتشار روزنامه «هنچاک» به معنی ناقوس نمودند که هدف اصلی آن آگاهی بخشی به ارمنیان در برابر تهدیدات دولت عثمانی و نیز بسط و گسترش اندیشه سوسیالیستی بود. هدف اصلی و فوری حزب انقلابی هنچاک، استقلال سیاسی و ملی ارمنستان به ویژه از زیر سلطه دولت عثمانی اعلام شد و هدف آتی نیز تحقق آرمان سوسیالیسم بود.
همکاری بسیار نزدیک هنچاک‌ها با دیگر حزب یعنی فدراسیون انقلابی ارمنی بود. این همکاری در ابتدا به اندازه‌ای تنگاتنگ بود، که اعضای دو حزب با تشکیل یک کمیته پنج نفره تصمیم گرفتند به صورت جمعی به فعالیت بپردازند. شهر ترابزون به عنوان رابط بین ژنو و تفلیس، محل استقرار دو حزب انتخاب شد و مقرر شد دو نشریه هنچاک و دروشاک برای بیان مواضع و دیدگاه‌های حزب منتشر شود. اما اتحاد بین این دو حزب ارمنی کوتاه بود.
حزب بیش از هر چیز از اهرم راهپیمایی عمومی برای بیان اعتراض به سیاست‌های دولت عثمانی بهره گرفت. راهپیمایی اعتراضی گوم کاپو در قسطنطنیه در ۱۵ ژوئیه ۱۸۹۰ میلادی، نخستین قدرت نمایی هنچاک‌ها به‌شمار می‌رود. هدف اعتراض بیدار کردن ارمنیان ستمدیده و آگاه ساختن دولت عثمانی از درد و رنج ارمنیان بود. در این راهپیمایی اعتراضی، هاروتیون چانکیولیان از اعضای برجسته هنچاک‌ها بیانیه اعتراضی را خطاب به سلطان عثمانی در مورد اصلاحات شش ولایت ارمنی قرائت نمود و پس از آن ارمنیان حرکت دسته جمعی را به سمت کاخ یلدیز آغاز کردند که با برخورد سربازان عثمانی، عده‌ای از معترضات کشته و زخمی شدند. دومین تحرک سیاسی هنچاکیان نیز در اوت ۱۸۹۴ میلادی در منطقه ساسون یکی از تلاش‌های بزرگ حزب انقلابی هنچاکیان علیه حکومت عثمانی و کُردهای وابسته به سلطان عثمانی بود. (مقاومت ساسون (۱۸۹۴)) رهبری این اعتراضات بر عهده هامبارسوم پویاجیان بود که ارمنی‌های ساسون را به عدم پرداخت مالیات و باج به کُردها و تُرک‌های عثمانی ترغیب نمود که منجر به رویارویی آن‌ها با قوای عثمانی شد. سومین اعتراض سیاسی، اعتراض به سلطان عبدالحمید در ۱۸ سپتامبر ۱۸۹۵ میلادی صورت گرفت که رهبری آن بر عهده «کارو ساهاکیان» بود. پس از سخنرانی اعتراضی ساهاکیان و معترضان ارمنی که قصد ورود به دروازه‌های باب عالی را داشتند، با نیروهای عثمانی درگیر شدند که منجر به زخمی و کشته شدن و نیز بازداشت تعداد بسیاری از آن‌ها شد. مقاومت زیتون (۱۸۹۵–۱۸۹۶)، آخرین کوشش مهم هنچاکیان علیه دولت عثمانی در مقطع پایانی سده نوزدهم به‌شمار می‌رود.
هنچاکیان فعالیت‌های سیاسی خود را در ایران که مرکز اصلی فعالیت آن‌ها شهر تبریز بود ولی بعدها به سایر مناطق خوی و سلماس نیز کشیده شد. هنچاک‌ها مانند دیگر احزاب ارمنی از محیط جغرافیایی ایران و مرزهای آن برای ارتباط با مناطق ارمنی‌نشین عثمانی نیز بهره می‌جستند. با آغاز قیام مردمی تبریز و شعله‌ور شدن آن تحت رهبری ستارخان در سال ۱۹۰۸ میلادی، هنچاکیان به همراه سایر احزاب ارمنی با پیوستن به جنبش عملاً حضور خود را در انقلاب مشروطیت ایران اعلام کردند. هنچاکیان نه تنها طرف مذاکره ستارخان شدند، بلکه با گروهای اجتماعیون شاخه تبریز نیز پیمان همکاری دو جانبه به امضاء رساندند.
روند فعالیت‌های هنچاکیان با فراز و نشیب‌های متعدد تا مقطع جنگ جهانی اول ادامه پیدا کرد. در فضای پرالتهاب جنگ جهانی اول، اعضای هنچاک‌ها همراه با دیگر احزاب و جریانات سیاسی ارمنی، نقش مهمی در مقابله با نیروهای عثمانی و تُرک ایفا نمودند که بارزترین آن، در نبرد سارداراباد بود که نیروهای داوطلب مانع از تهاجم نیروهای تُرک به شهر ایروان شدند.

## ۱۹۲۱ تا ۱۹۸۹ میلادی
با تشکیل جمهوری سوسیالیستی ارمنستان شوروی احزاب عمده ارمنی (حزب آرمناکان، فدراسیون انقلابی ارمنی و هنچاک)، مجبور به جلای وطن شدند که در ادبیات سیاسی ارمنی از آن‌ها به عنوان «احزاب دیاسپورایی» یاد می‌شود. هنچاک‌ها بر خلاف سایر احزاب ارمنی توانستند با حزب کمونیست ارمنستان روابط مناسبی را برقرار نمایند که این امر یکی از مهم‌ترین موارد اختلاف و کشمکش این حزب با سایر احزاب به‌شمار می‌رفت.

## ۱۹۹۰ تاکنون
در دهه ۱۹۹۰ میلادی که به استقلال ارمنستان منتهی شد و حزب هنچاکیان نیز مانند دیگر احزاب جماعت ارمنیان پراکنده به کشور بازگشت و فعالیت سیاسی خود را مجدداً از سرگرفت. تحولات قره باغ و رفراندوم استقلال ارمنستان از جمله زمینه‌های مهم حضور هنچاک‌ها بود.

## اصول، اهداف و ایدئولوژی
در پلاتفرم رسمی حزب سوسیال دموکرات هنچاکیان، اصول، اهداف و ایدئولوژی حزب این گونه بیان شده‌است:
«هدف اصلی حزب سوسیال دموکرات هنچاکیان، تقویت امنیت ملی ارمنستان، استقلال کشور، استقرار سوسیال دموکراسی در کشور، دموکراتیزاسیون، بهبود شرایط اجتماعی مردم ارمنستان و نیز مستقر نمودن نظم سوسیالیستی در کشور برپایه اصول ایدئولوژی سوسیالیستی است.»

## مواضع و دیدگاه‌های حزب

### حوزه سیاست داخلی
- توسعه بخش‌های تجاری متوسط و کوچک
- بهبود و تقویت نظام مالیاتی
- ارتقای شرایط اجتماعی مردم

روند دموکراتیزاسیون:قدرت مردمی باید پایه نظام سیاسی جامعه باشد. نظام انتخاباتی:قوانین جدید انتخاباتی باید به تصویب برسد که بر اساس آن، نمایندگان منطقه آرتساخ منحصراً باید بر مبنای نظام تناسبی انتخاب شوند و حق بازپس‌گیری رأی نیز به رای‌دهندگان داده شود. نظام قضایی:حزب از نظام قضایی آزاد، شفاف و بی طرف و قابل کنترل دفاع می‌کند. حوزه امنیت ملی:حزب هنچاکیان معتقد است که در روند توسعه امنیت ملی باید توجه ویژه به نیروهای نظامی، ساختار نظامی کشور، ظرفیت، کیفیت تسلیحات، تعداد نیروهای نظامی، وضعیت نیروهای ذخیره و نیز جنبه‌های آموزشی و روحی روانی نیروهای نظامی صورت گیرد. هنچاکیان مواردی مانند ارتقای استانداردهای زندگی، ایجاد شرایط مناسب برای آموزش، سلامت و بهداشت، تأمین اجتماعی، تأمین رشد مداوم استانداردهای زندگی و خدمات معرفی را به عنوان اصول اولیه خود در حوزه اجتماعی معرفی می‌کند.

### حوزه اقتصادی
به منظور شکل‌گیری یک نظام اقتصادی برپایه اصول تنوع در مالکیت، دولت باید از شرکت‌های کوچک و متوسط حمایت و آن‌ها را تقویت کند. با توجه به حجم بالای اقتصاد دولتی، اشکال مالکیت باید در تمامی حوزه‌های اقتصادی تضمین شود. در این راستا، حزب از اشکال مختلف مالکیت (خصوصی، دولتی، مشارکتی و ترکیبی) با توجه به شکوفایی اقتصادی و براساس رویکرد اجتماعی حمایت می‌کند.

### حوزه سیاست خارجی
- تقویت استقلال ارمنستان و افزایش اعتبار (پرستیژ) بین‌المللی ارمنستان
- صیانت از منافع ملی ارمنستان در سراسر جهان
- به رسمیت شناختن نسل‌کشی ارمنیان

## مطالعه بیشتر
- کتاب جریان‌های سیاسی جمهوری ارمنستان، نویسنده:ولی کوزه‌گر کالجی،انتشارات:آشیان، سال:۱۳۹۳ تهران. شابک:۴-۰۳-۷۲۹۳-۶۰۰-۹۷۸